# Folclore de Paraguay

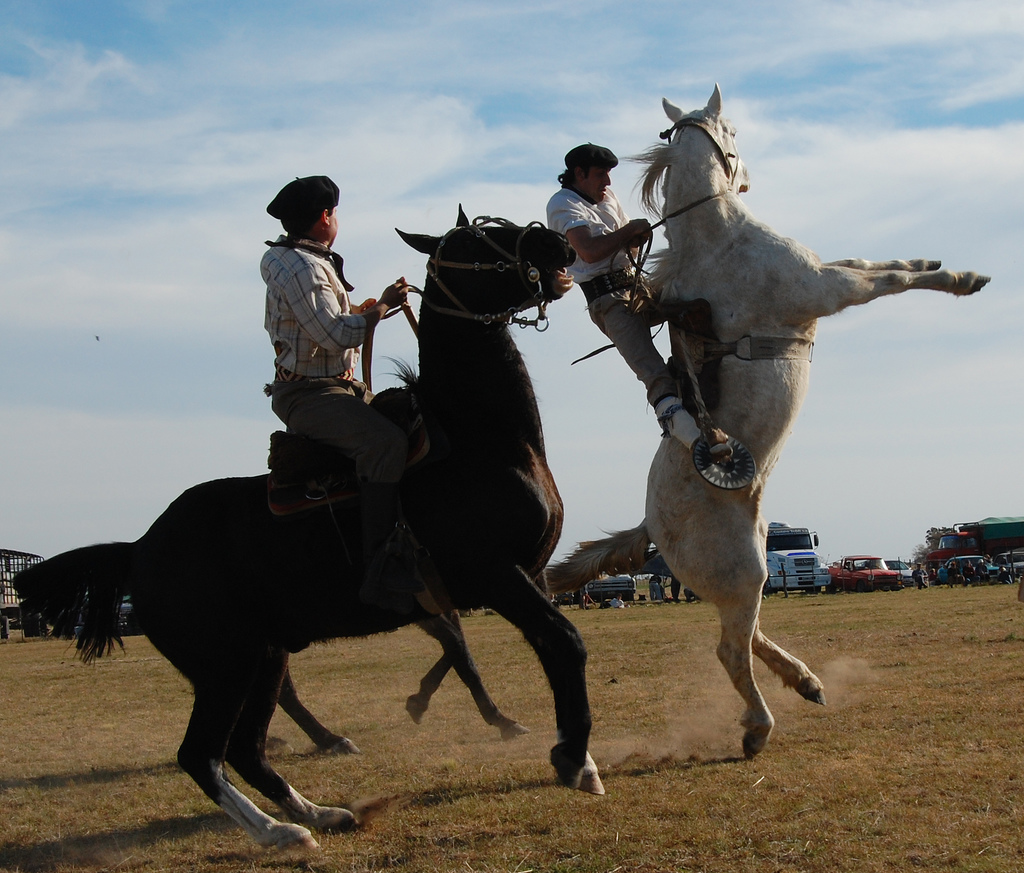
La jineteada gaucha es tradicional del suroeste del país, en los departamentos de Ñeembucú, de Itapúa|Itapúa.

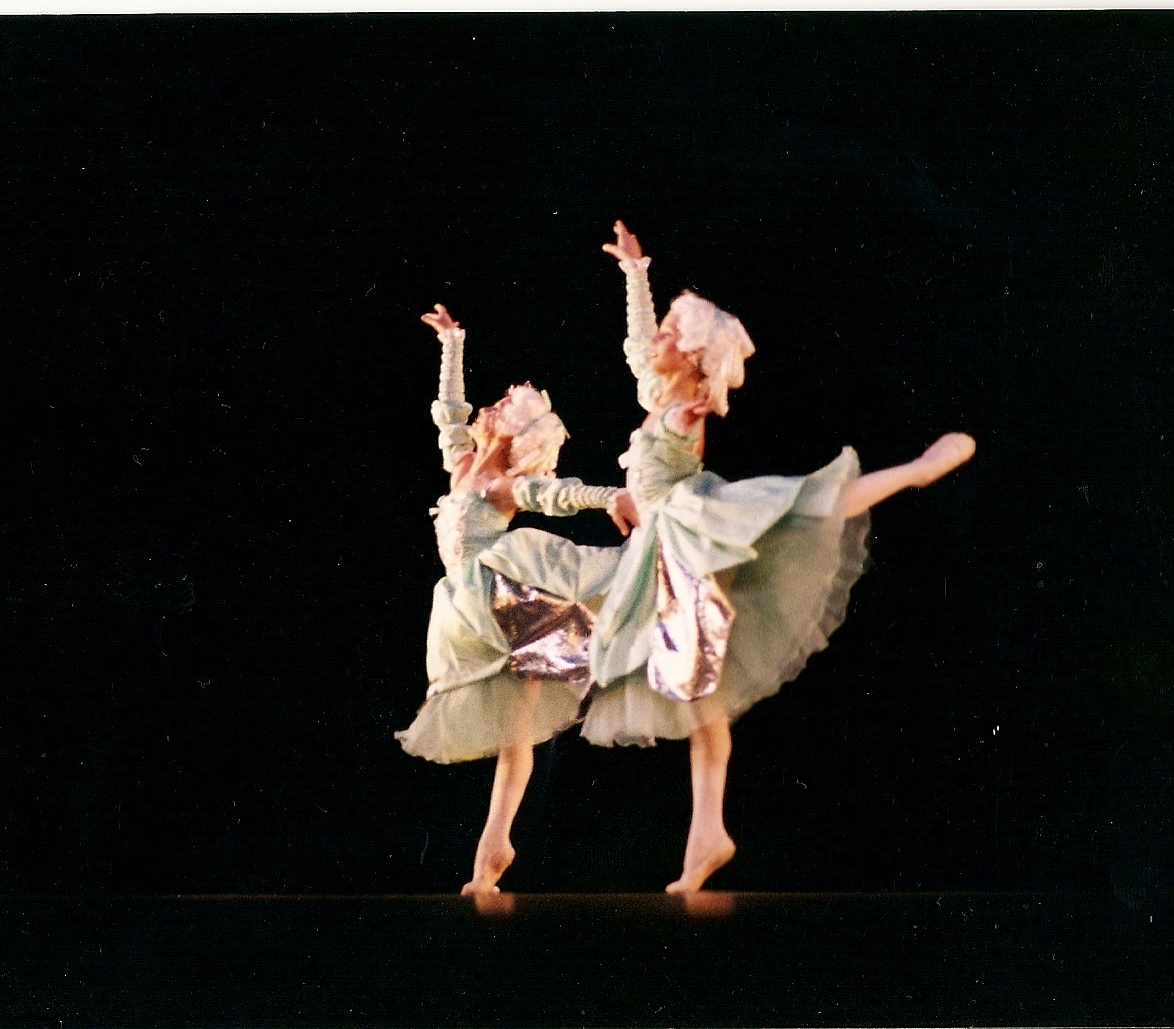
Danza clásica en el Teatro Municipal de Asunción.

El Folklore de Paraguay (en guaraní, Paraguái tavarandu) es fruto del sincretismo de las tradiciones, creencias y costumbres de origen criollo-guaraní-gaucho. El estudio del folklore paraguayo es asociado a los diferentes aspectos culturales y al conocimiento espiritual y material, aplicados en los distintos momentos de la vida comunitaria. Se transmiten de generación en generación a través del tiempo, de manera oral o escrita, las informaciones que contienen ideas y valores de un grupo humano, como el conjunto de creencias, ceremonias, ritos, bailes, músicas, instrumentos musicales, leyendas, cuentos, artesanías, vestimentas, bebidas, gastronomía, composiciones literarias, cábalas, chistes, refranes, dichos, costumbres y supersticiones de la cultura local, y más las cuales conforman la cultura o las tradiciones compartidas de un pueblo y que son conservadas en los grupos humanos, por la transmisión de padres a hijos, sufriendo constantes cambios según la memoria, la necesidad inmediata o el propósito del transmisor.
La difusión oral de las leyendas y de la mitología guaraní también forman parte de la manifestación folklórica paraguaya. La historia del folklore, se relaciona particularmente a la música folklórica, ya que el hombre siempre ha inventado canciones y danzas que acompañan sus penas y alegrías independientemente de la actividad que desempeña. Entre las características más importantes de los hechos folklóricos encontramos que es: tradicional, vulgar, común, propio de la gente común o simple, del vulgo, es anónimo, es de autor desconocido, es funcional, cumple una función, es utilitario y es espontáneo.

## Música folklórica
La música paraguaya es uno de los aspectos más particulares de la cultura del país ya que es el único país de Sudamérica donde casi toda la población habla o al menos comprende el idioma nativo, pero su música es totalmente de proyección europea. Esto se debe a la influencia que tuvieron los jesuitas durante los siglos XVII y XVIII al notar que los guaraníes poseían buen talento musical, pues de esta manera los interiorizaron en la música europea, aunque nunca llegaron a componer. Desde tiempos remotos, los guaraníes han utilizado instrumentos primitivos de viento y de percusión, principalmente flautas de carrizo, silbatos, sonajas y campanas. Las guitarras y arpas, introducidas por los españoles, son los instrumentos básicos de la música paraguaya contemporánea. Uno de los estilos más antiguos de música popular paraguaya es la polka, la payada, las baladas y otras canciones que conservan gran parte de la historia y tradiciones del país. La guarania, canción de fluida melodía lírica introducida a principios del siglo XX, es la primera variación propia de la tradicional melodía folklórica ya cultivada desde entonces.
Los instrumentos más populares son el arpa paraguaya y la guitarra, aunque de acuerdo a la región, y para ampliar sus horizontes musicales, hay artistas que incorporan acordeón, pandereta, bongó o incluso marimba. El arpa tiene mucha difusión y es conocida en muchos países del mundo. La Polka, la Guarania y el Nuevo Cancionero son las expresiones musicales más populares; los ritmos del primer género son una invitación a la danza. El segundo, desarrollado por José Asunción Flores cerca del año 1920, es más bien lento y melancólico. Mientras que el tercero tiene como exponente a Maneco Galeano y Rolando Chaparro. Las composiciones preferidas para ser ejecutadas en arpa, guitarra o requinto son los onomatopéyicos y clásicos “Pájaro Campana”, “Tren Lechero”, “Carreta Guy”, “Pájaro Chogüí”, “Galopera”, “La Catedral de Mangoré”, entre otros. Ahora bien, cuando se habla de proyección folklórica, se habla de un patrimonio cultural que toma el espíritu de lo folklórico, pero que no se encuadra en lo puramente folklórico, por falta de alguna característica para considerarla como tal, como por ejemplo, el ser anónimo, de transmisión oral, etc. Las danzas inspiradas en un personaje popular o en un hecho folklórico, cuyas coreografías están creadas por un profesional son de proyección folklórica. La proyección folklórica contribuye a la difusión de los hechos folklóricos, pero debe tener un fundamento real, verdadero, para no desvirtuar la esencia de lo que se proyecta.

## Danzas folklóricas

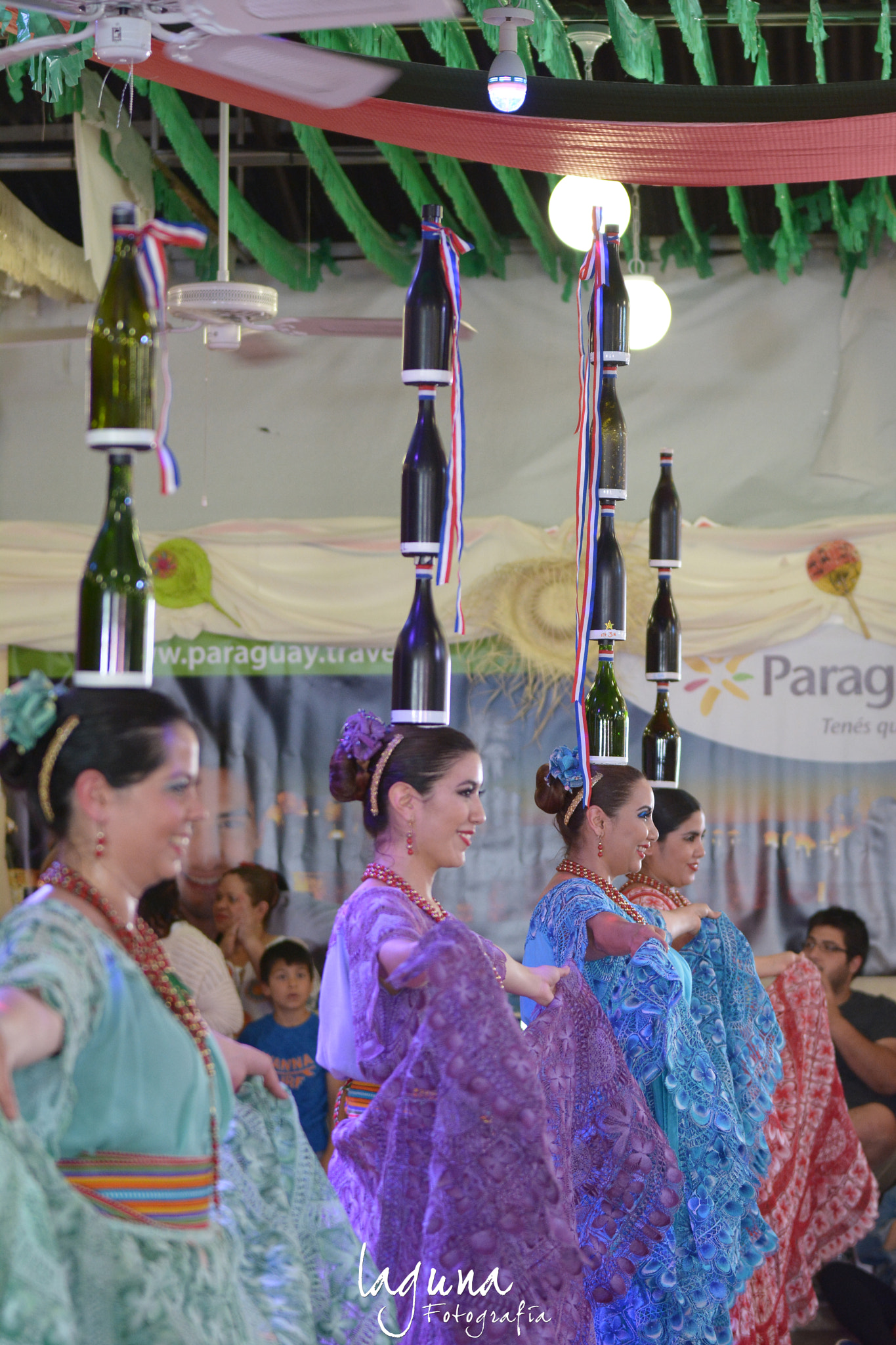
Danza de la botella.

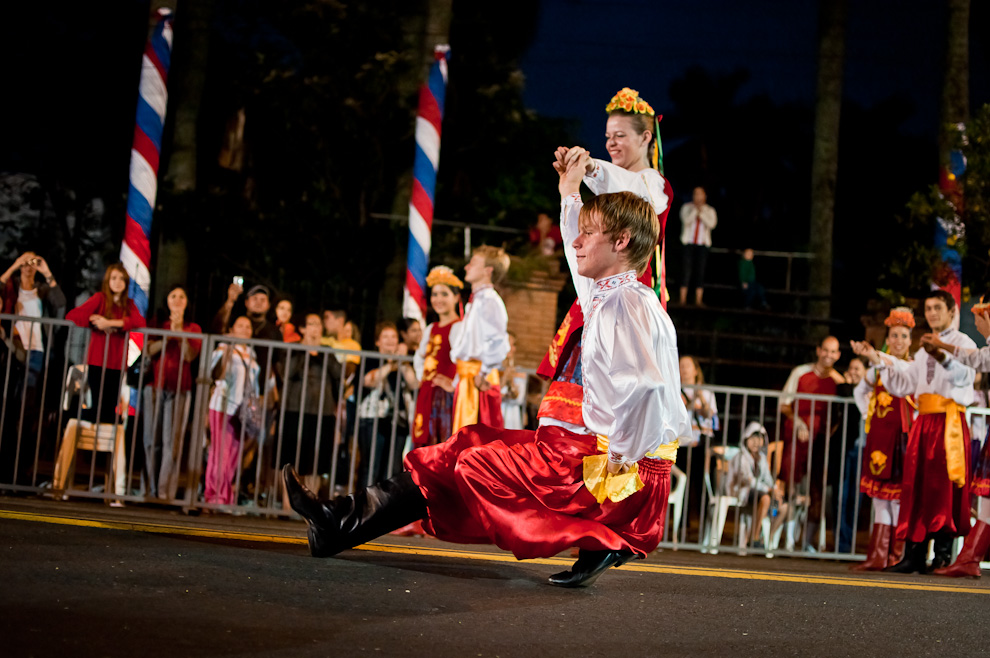
Una comparsa de la colectividad ucraniana-paraguaya durante la celebración del bicentenario.

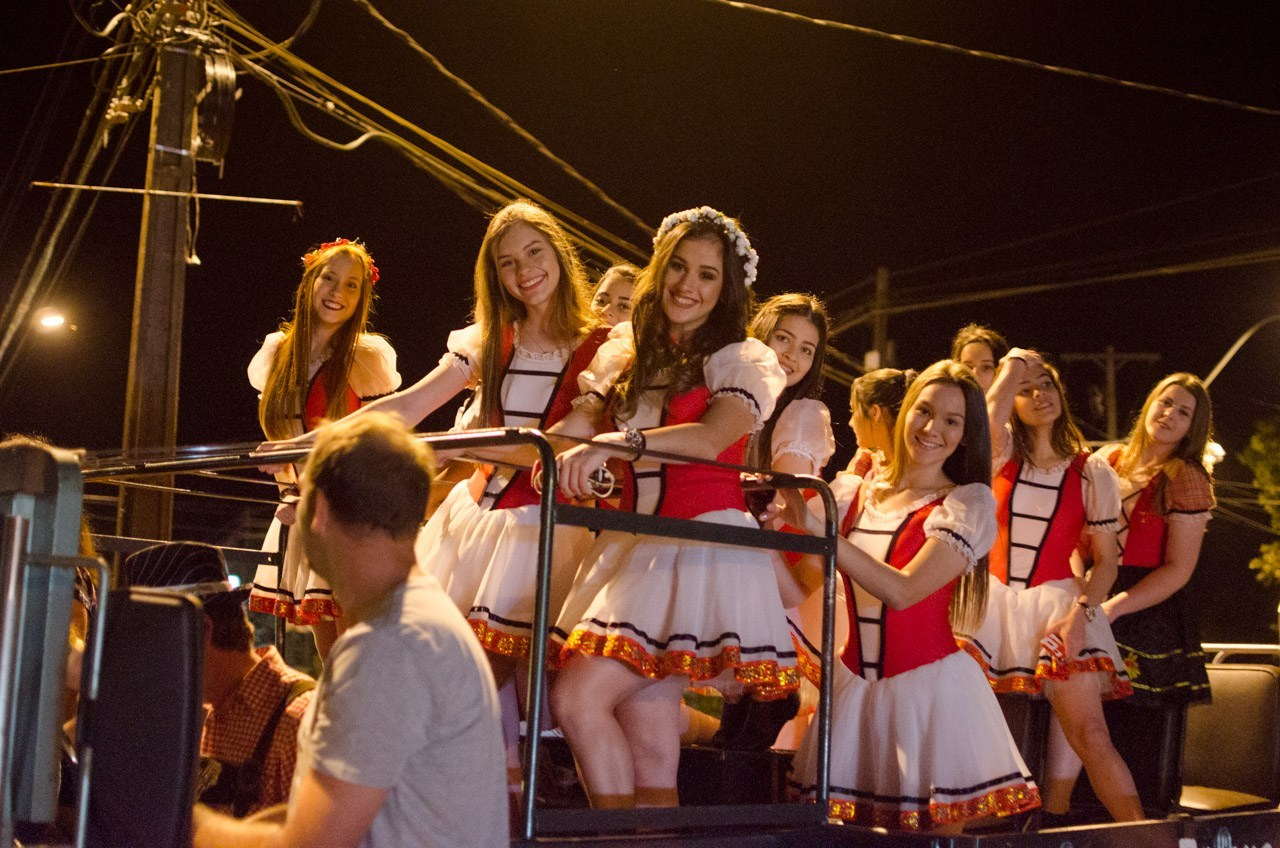
Bailarinas germano-paraguayas de la escuela de danza municipal de Obligado.

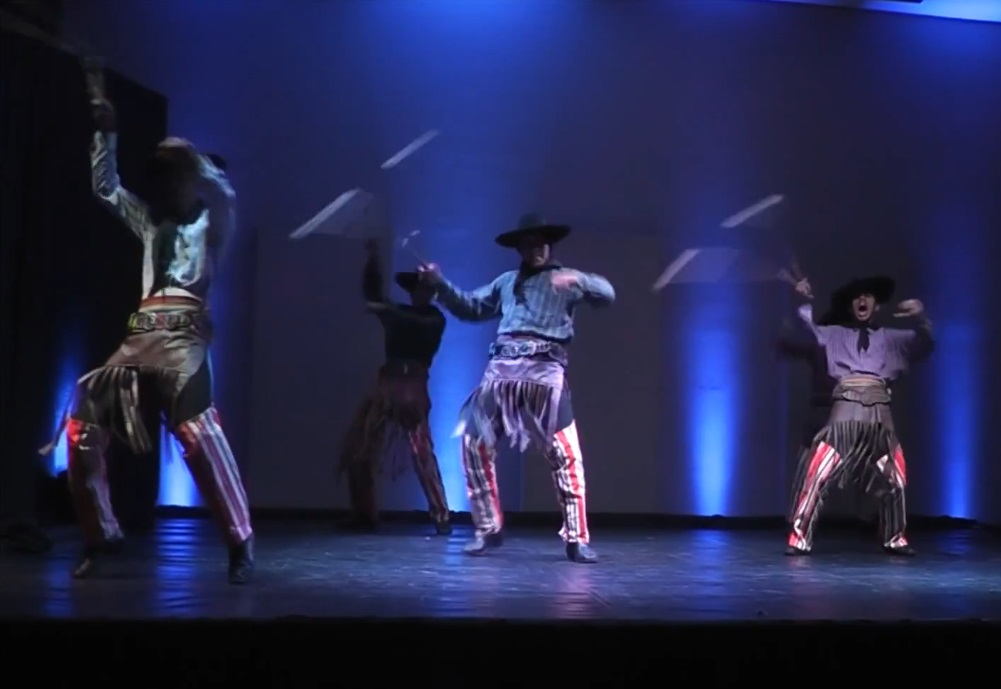
Danza Chiricote.

La danza paraguaya es producto del conjunto de expresiones artísticas de orígenes criollos y guaraníes que fueron adoptados en la cultura escenográfica paraguaya para expresar el acervo cultural a través de ritmos musicales autóctonos como la polka paraguaya. Las danzas tradicionales poseen música y coreografías propias, son patrimonio cultural del pueblo. Tiene una interesante variedad de danzas tradicionales cuyas raíces son el producto de la mezcla de dos culturas: la europea y la guaraní, que sucedió primero mediante el sincretismo español-guaraní, y después con la introducción de nuevos estilos traídos por Madame Lynch y otros inmigrantes durante mediados del siglo XIX y principios del siglo XX.

### Orígenes
Los orígenes de la amalgama de danzas introducidas en Paraguay se remonta al término del gobierno de José Gaspar Rodríguez de Francia. El Dr. Francia, una de las personas que encabezó la independencia del Paraguay en 1811, se proclamó dictador supremo en 1814 cuyo mandato culminaría hasta su muerte en 1840. Tras una serie de prórrogas, en 1844 el Congreso nombra a Carlos Antonio López como presidente del Paraguay, convirtiéndose así en el primer presidente constitucional de la república. 
Durante el gobierno de López llegaron numerosos profesionales contratados de Europa, quienes introdujeron importantes cambios en las costumbres de los paraguayos, entre los cuales en materia de arte predominaban los cantares y bailes europeos. Gracias a esto algunas de las danzas que se practicaban en el país adquirieron nuevas características, y dieron origen a varias de las danzas tradicionales actuales. En este periodo las danzas alcanzaron un importante surgimiento. Por ejemplo la contradanza, originariamente inglesa que luego pasó a España, ejerció gran influencia en la formación de las danzas como: el Pericón, la Cuadrilla, el Cielito, Chopi y otras. Las danzas más practicadas en la época fueron la Golondriana, el Londón Karapé, la Polca y la Mazurca.
Durante el gobierno de Francisco Solano López (1862-1870), en los primeros años se mantuvo firme el entusiasmo por las fiestas y, en ellas, las danzas ocupaban el primer lugar. Al comienzo de la Guerra grande se seguía organizado fiestas de baile para mantener la animación en los diferentes campamentos. El mismo Solano López participaba en la concurrencia acompañando a Madame Lynch, quien también era una entusiasta dirigente bailarina de los diferentes campamentos de la guerra. Las más bailadas de la época eran la Cuadrilla, el Chopi, Londón Karape y Mamá Cumandá.
La vestimenta de estilo europeo que se utilizaban durante el siglo XIX eran pantalones ajustados, camisas con volados en el pecho y puntillas en los puños, el saco largo y la faja ancha de seda en la cintura. Las damas usaban vestidos de talle ajustado, mangas cortas o largas, escotes muy adornados con volados y miriñaques, y lucían peinados con bucles y arreglos de plumas o moños.
En la actualidad la danza paraguaya ha evolucionado bastante, existen creaciones coreográficas significativas de gran habilidad y es gracias al sentido rítmico y a la flexibilidad que poseen los paraguayos. En las últimas décadas las danzas en el país comenzaron a ser mucho más estricta de lo normal, un fenómeno que se ve en casi todas las escuelas, especialmente con las del tipo galopera, danza de la botella y danza del cántaro.

### Formas de agrupación
- Danza de la Galopera: sin coreografía fija, improvisada, tradicional y es la manifestación del pueblo. Patricia Florido fue una de las que inventó una danza popular llamada malagueñas.
- Danza de la botella: es la única danza individual que se encuentra en vigencia. Requiere de gran equilibrio ya que este estilo requiere que la bailarina realice los pasos básicos portando desde una, hasta diez o más botellas superpuestas en la cabeza.
- Danza en pareja: con músicas y coreografías fijas. Participan parejas sueltas y en algunos casos independientes. Son ejemplos de este estilo: Chopi, o Santa Fe, Londón  Carapé, Cazador, Solito, la Golondrina.
- Danza de inspiración folclórica: No poseen coreografía fija. El autor crea la coreografía utilizando la creatividad y teniendo en cuenta el ritmo, la letra y las características propias de cada música.

### Vestimentas y trajes

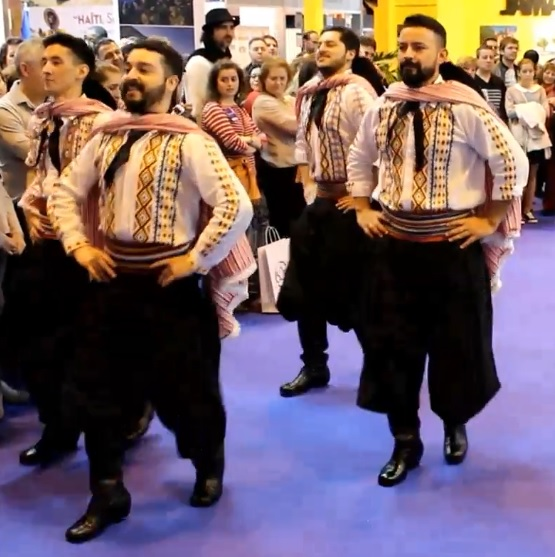
Danza Chiricote con otro atuendo.

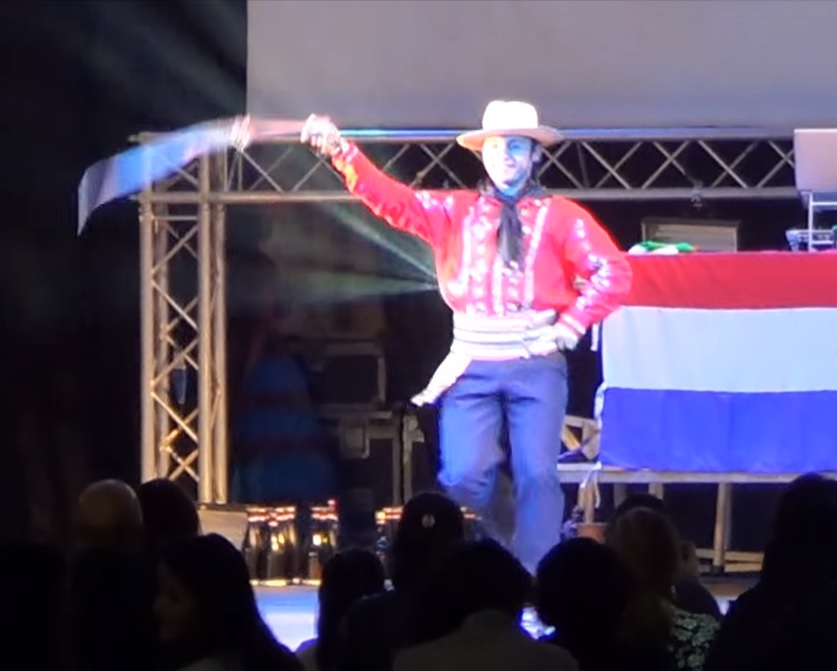
Zapateo paraguayo.

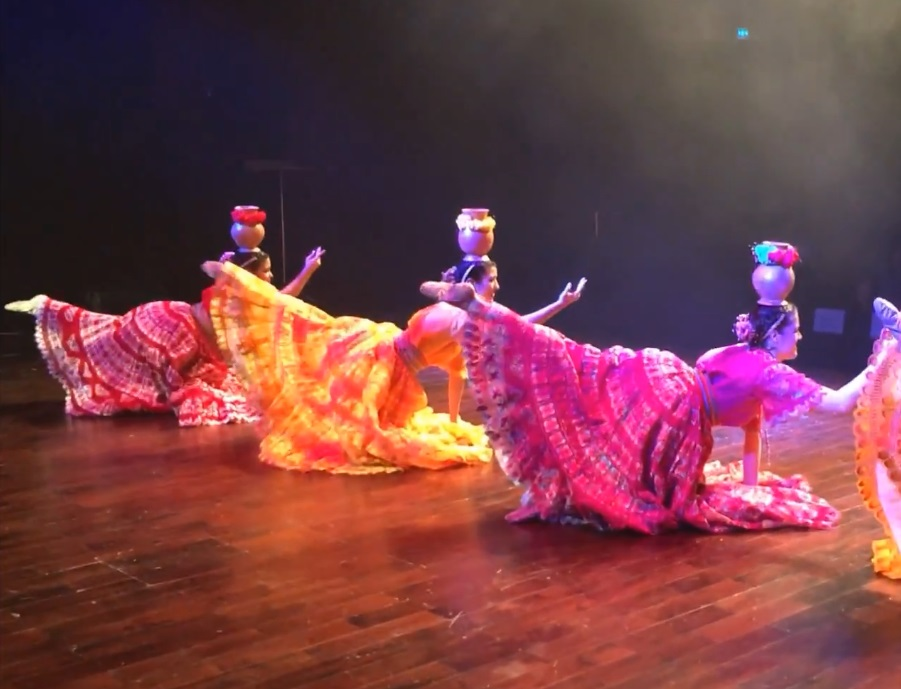
Danza Galopera.

Las vestimentas tradicionales consituyen un patrimonio cultural y también artístico en Paraguay, debido a que algunas de ellas están ornamentadas con técnicas vernáculas de encaje y bordado, como el ao po'i y el ñandutí. No obstante, las vestimentas pueden variar por ciudad o departamento, debido a las influencias foráneas o regionales que se entremezclan con las costumbres locales.
En el atuendo masculino es común que el hombre lleve elementos como el sombrero pirí o sombrero de mimbre, pantalones negros, faja negra o colorida, poncho, zapatos negros, camisa blanca de ao po'i con bordados, y un pañuelo al cuello anudado por delante, de color blanco, negro, rojo o azul. Cuando se trata de danzas de proyección folklórica, compartidas en común con otros países, existen localidades del Paraguay donde usan otros trajes para determinados festivales, como el caso de la comunidad menonita y la comunidad sureña gaucha, que emplean atuendos de Gaucho para las interpretaciones folklóricas.
Para el atuendo femenino se emplean varios atuendos, dependiendo de si se trata de una danza tradicional o una danza de proyección folklórica. Algunas de ellas son las blusas blancas hechas de ao po'i con mangas de encaje justo; las faldas anchas y largas con uno o dos volados y con adornos de encajes, que se preparan lavándolas en aguas almidonadas; y los adornos capilares como claveles, reseda, jazmines y otras. Respecto al accesorio para los pies, cabe aclarar que hay algunos bailes que se interpretan sin calzados. Por extensión, el vestuario femenino tiene los siguientes accesorios: joyas, rosarios de oro y coral, anillo de siete ramales, aros de tres pendientes, peineta y collares.

### Danzas tradicionales
- Zapateo y Malambo: El malambo, típico de la cultura gauchesca, se interpreta de forma solista o en conjunto. Se conocen al menos dos variantes: la tradicional, interpretada con el típico atuendo gaucho; y el zapateo paraguayo, utilizado con el atuendo folklórico local, y usando látigos contra el suelo.

- Valseado o polka valseada: Se baila realizando el paso básico, pero con un suave movimiento del cuerpo. Para este estilo se utiliza una música lenta. Consta de 7 partes: *Saludo; *Vals (este paso solo realizan los varones); *Molinete; *Mazurca, donde las parejas enlazadas se ubican en un gran círculo para realizar la mazurca alrededor del salón con veinte compases, para luego terminar en el sector de cada dama; *Vals lento; *Vals (este paso solo realizan los varones); y el *Saludo. El último giro lo realizan solo las damas, ya que los varones utilizan ese tiempo para avanzar con pasos naturales hasta el sitio de sus respectivas parejas, donde se inclinan sobre la rodilla a manera de saludo final.

- Golondriana: Esta danza pertenece al grupo de parejas sueltas o independientes. Como su nombre proviene de golondrina, sus movimientos se caracterizan por la suavidad, imitando así con los movimientos a la golondrina. Posee música propia y tiene variados ritmos. Tiene dos versiones y no difieren mucho entre sí, todas poseen las mismas partes de la estructura original.

- Galopera: La galopera no posee coreografía propia, por lo tanto se pueden crear coreografías acorde a los gustos y creatividad.

- Cielito chopí o Santa Fe: Su nombre deriva de un pájaro muy común denominado en guaraní como Chopi. Es el tordo en español y se caracteriza por su canto Chopi. Santa Fe es como se la conoce en Argentina y así hasta hoy día se conoce en el país. Este baile posee música propia.

- Londón Karapé: Una corriente afirma que recibe su nombre por las características propias de su coreografía, primero por la forma de acuclillarse y segundo por lo de popular, ahí la expresión en guaraní farra karape. Posee música propia. Existen dos versiones coreográficas y musicales. Una de las músicas empleadas son las recopiladas por Juan Max Boettner y Julián Rejala.

- Mazurca: Es una danza con ritmo que proviene de Europa y que, con el correr del tiempo, fue adquiriendo características propias en el Paraguay. También recibe el nombre de mazurca criolla. Esta danza tiene tres tiempos al igual que el vals.

- Manguaco: Es una danza muy antigua. Su nombre proviene de la danza española llamada manguaco. Es una danza de conjunto, para su interpretación intervienen tres parejas (varones y mujeres). Consta de 8 figuras: *Saludo; *Cadena de pasos de Vals; *Baile enlazado y toreo; *Cadena; *Baile enlazado y toreo; *Cadena; *Baile enlazada y toreo; y el *Saludo final.

- Polka paraguaya: Es una danza de parejas enlazadas independientes. Su nombre proviene de la polca europea surgida alrededor de 1830 en Bohemia. Se difundió, y, como otras danzas, llegó al continente americano y por consecuente al Paraguay. Aunque tiene raíces foráneas, es fruto de una amalgama de melodías y ritmos españoles que con el tiempo adquirió características propias. Las costumbres impresas en ella dieron la tónica necesaria para transformar en un tipo de música y danza que reflejan las características peculiares de nuestra danza. Es una danza rápida, viva y alegre, donde coexisten varias formas de bailar la polka, según ritmo, estilo y movimiento. También cabe resaltar que la polka paraguaya tiene un compás compuesto de 6/8 en su ritmo.

## Fundamentos

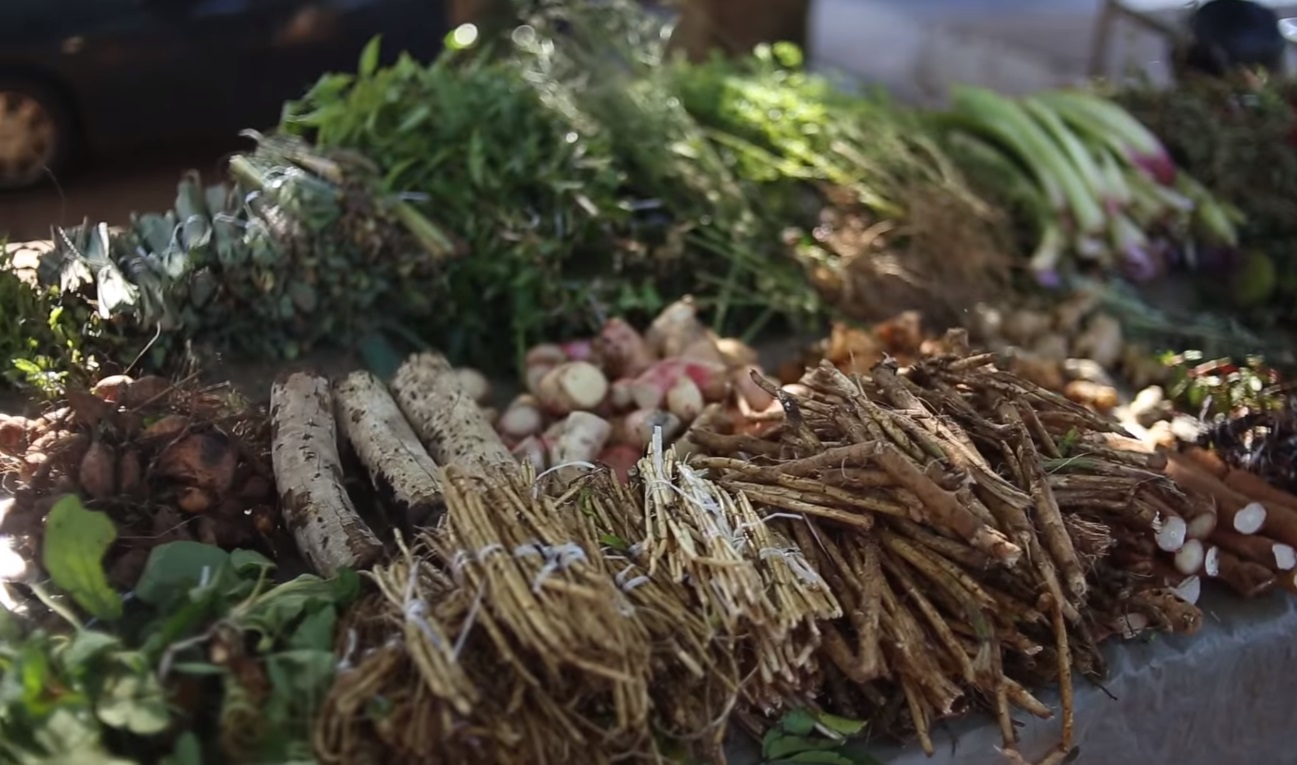
Pojhá ñaná o hierbas medicinales.

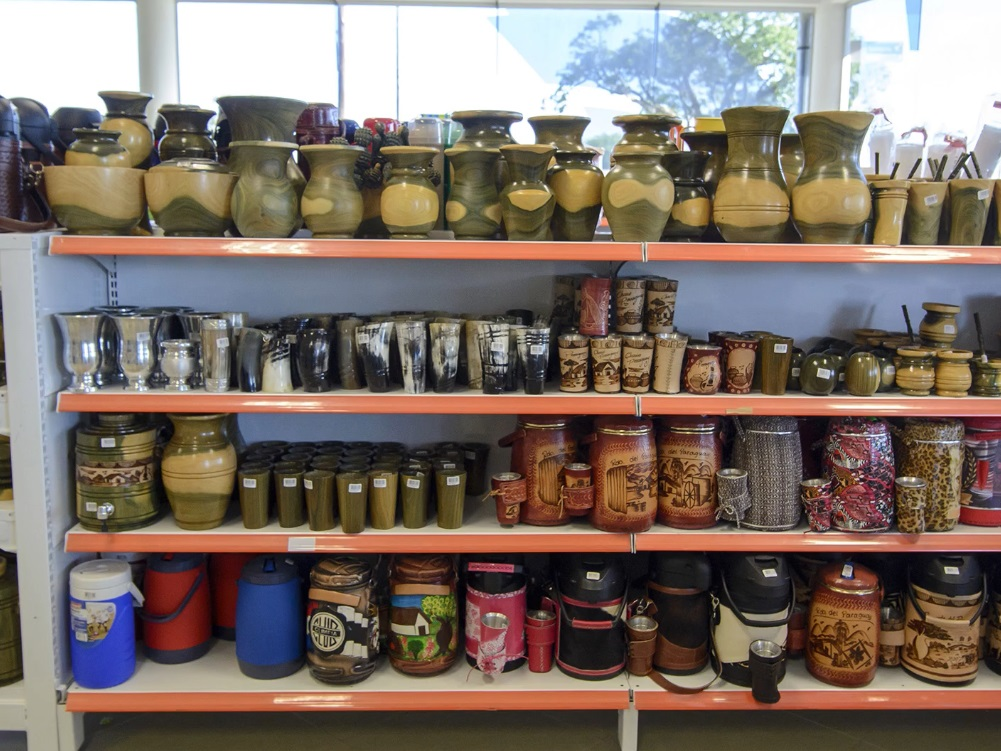
Una muestra de termos, guampas y bombillas personalizadas.

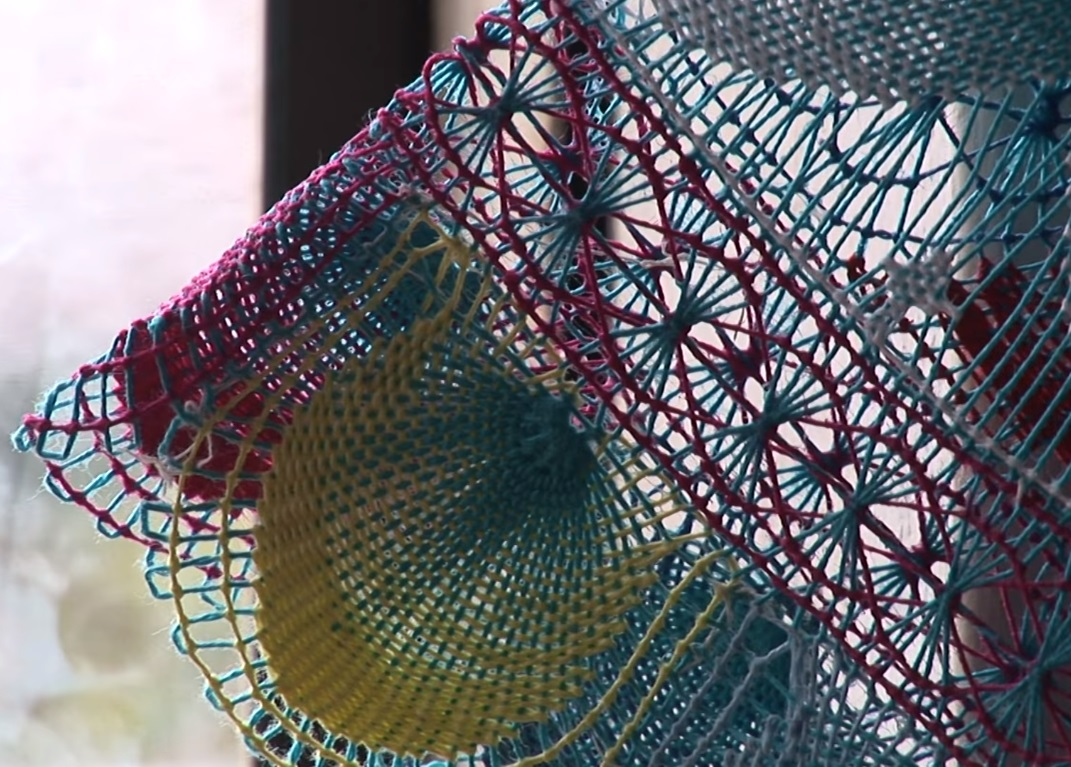
Encaje de ñandutí en un vestido tradicional.

### Cultura del pojhá ñaná
La cultura sobre el consumo del pojhá ñaná (pohã ñana, en guaraní) está presente en todos los estratos sociales del Paraguay. Se trata de una expresión guaraní que significa "hierbas medicinales", y está asociada al consumo de estas hierbas en el mate y tereré, aunque también en el té, el carrulim y otras formas de infusiones medicinales o de carácter meramente folklórico. Su consumo está asociado a las propiedades medicinales, diuréticas, tranquilizantes que cualquiera de estas hierbas puede ofrecer, y cada una de ellas es consumida para determinada ocasión.
Por lo general su adquisición es accesible, ya que en cada pueblo del interior del país es común encontrar puestos en las aceras que venden estos remedios yuyos. Para las hierbas del tereré, es frecuente encontrar las hierbas frescas en puestos de "morteros" (persona encargada de machacar los yuyos), mientras que para el mate se buscan hierbas secas y deshidratadas, las cuales se consiguen en herboristerías sofisticadas o en puestos de herboristas que se encuentran en los mercados de barrio. Todas estas plantas se clasifican en función de sus virtudes medicinales.

### Cultura del ñandutí
El ñandutí es un encaje artesanal que se limitaba solamente a lo ortodoxo, pero en la actualidad se encuentra en numerosos accesorios como termos, vestidos, cuadros, abanicos, manteles, cortinas, etc. que se ha ganado el espacio en otras culturas extranjeras y constituyen a día de hoy uno de los símbolos ornamentales más representativos del folklore paraguayo.

### Tradición artesanal del termo forrado
La tradición del forrado de termo consiste en la decoración personalizada de equipos de mate y tereré. Por lo general cada usuario impregna su nombre acompañado de algún título profesional académico, o lleva los colores de su club favorito, y una fotografía personalizada. Está hecho de cuero, cuerina y símilcuero. Por esta razón se dice que es fácil identificar a un paraguayo en el resto del mundo por el hecho de portar algunos de estos equipos artesanales de mate o tereré.

### Carnaval encarnaceno
El Carnaval encarnaceno, llamada también "corsos encarnacenos", es la mayor fiesta de interés pública a nivel nacional realizada en la ciudad de Encarnación, y la mayor fiesta de carnaval del país. Se realizan cinco noches al año (sábados) en los meses de enero y febrero, por lo general antes del comienzo de la Cuaresma y conforme a las condiciones climáticas. Desde el 2014 los carnavales se realizan en el Centro Cívico Sambódromo, ubicada entre la Avenida Costanera y la Avenida Gaspar Rodríguez de Francia, sobre la calle Gral. Aquino. Posee una capacidad para 12.000 personas aproximadamente.
Además de ser una fiesta, también es una competencia para los clubes y carrozas de barrios que participan en los corsos, que son calificados por jurados, dependiendo de la categoría en que compiten, para la categoría reina, embajadora, mejor comparsa, mejor carroza, musa, mejor banda musical, etc. Conforman en total cinco comparsas (clubes), con alrededor de 60 a 80 participantes y cuatro carrozas (clubes de barrios), cada uno con una alegoría diferente y tienen una hora de tiempo para cruzar el sambódromo una vez comenzado el acto. El museo del Carnaval está ubicado en el mismo Sambódromo, debajo del palco de autoridades, donde se puede apreciar la historia del Carnaval junto con los ganadores de cada año.

### Festivales internacionales

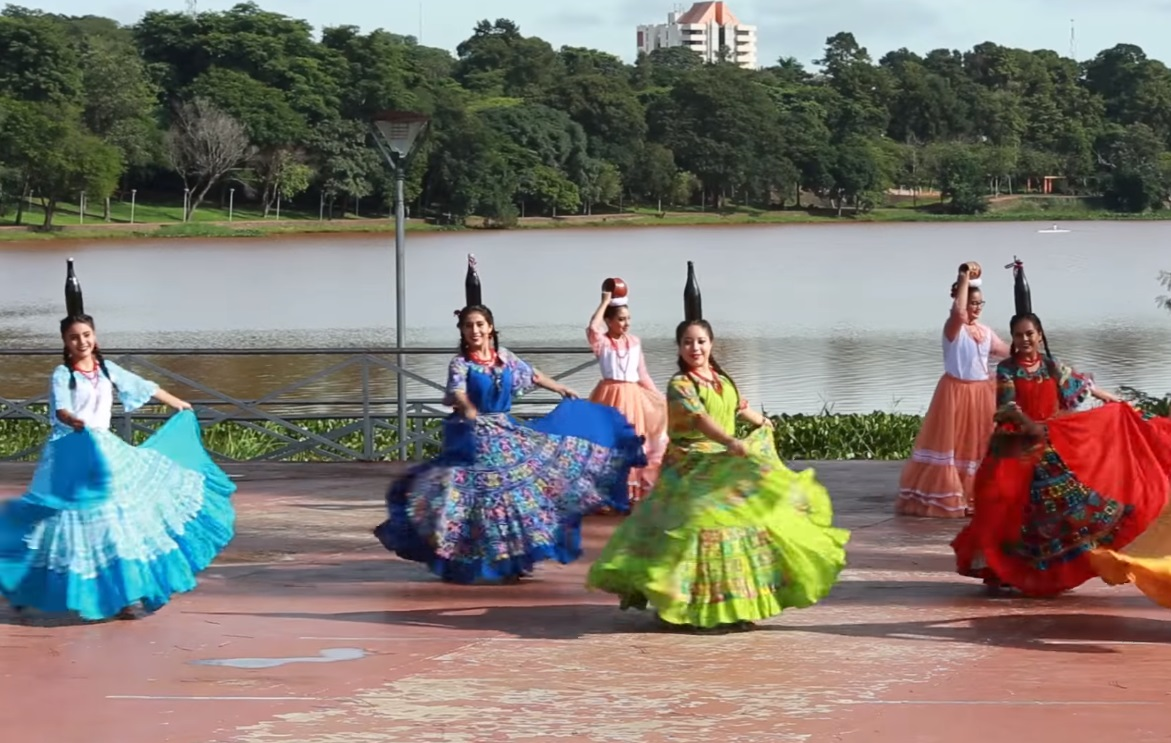
Bailarinas paraguayas en el Lago de la República.

Los festivales internacionales folklóricos van ganando paulatinamente su espacio en las principales localidades. El caso de Ciudad del Este consiste en sumar eventos culturales para convertirse en un polo turístico en este ámbito. Se trata del Primer Festival Internacional del Folklore realizado el 25 de agosto de 2019 en el Anfiteatro del Lago con espectáculos de danzas de grupos artísticos de Paraguay y países vecinos. Según Miguel Moraez, impulsor del evento con el apoyo de gremios civiles y públicos, durante este primer festival con presentaciones artísticas, se realizó paralelamente el recorrido turístico por la ciudad en un bus panorámico para potenciar el turismo a través del arte.
Entre los artistas nacionales invitados, estuvieron el arpista Hugo Villalta, y el "Elenco Internacional de Danzas Anga Rory" de la profesora Lilia Doldán de Asunción, cuyas bailarinas tienen el récord nacional de botellas sobre la cabeza (de 18 botellas) y otras escuelas de danza de esta región. Los invitados procedentes de Brasil fueron la "Compañía de Danzas y Artes Folklóricas de Amazonas, Encanto Vermelho". La Dirección de Cultura de la comuna local se encargó de la feria de gastronomía nacional como parte de la celebración del folklore.
El colorido anfiteatro se coloreó aún más con las interpretaciones ofrecidas en aquella edición, durante el domingo desde las 16:00 hasta la noche, con el lago como fondo. Según el vicepresidente del Bureau de Turismo de Ciudad del Este, Miguel Moraez, el evento surgió con la idea de despertar y concienciar sobre la importancia de mantener la memoria cultural, las tradiciones, los bailes y el canto lírico como herramientas para promover el desarrollo turístico de Alto Paraná. La idea es convertir a Ciudad del Este en un destino cultural y turístico, y convertir al Lago de la República en el punto de encuentro para turistas y residentes.

## Tradición literaria oral
El Paraguay cuenta con gran cantidad de leyendas y mitos los cuales son el ingrediente especial en el folklore de este país, son vivas muestras de las creencias, el arte y la imaginación de los pobladores de la zona. Así también, son los principales temas que manifiestan la belleza literaria de los pueblos. Estas leyendas fueron creadas para argumentar hechos difíciles de explicar. Entre las leyendas más conocidas se encuentran: "La leyenda de la Yerba Mate", "La Leyenda del Ñandutí" entre otras. 
Además de ser un país rico en fauna, flora, artesanía y música, es además exquisito en el ámbito cultural. Esta tierra cuenta con mitos y leyendas que la hacen aún mucho más exótica y mística. La mitología guaraní presenta una gran profundidad y variedad, pero lo más importante de estos mitos y leyendas es que no son solo personajes netamente ficticios, difíciles de imaginar y adaptarlos a la vida cotidiana, sino que no cuentan con poderes que sobrepasen el límite de lo que podía ser real. 
Los mitos guaraníes son algo más increíbles, animales feos, personas que sufren maldiciones, historias que pueden ser adaptadas a la vida cotidiana. Los mitos guaraníes forman parte del tesoro nacional, parten de una nación especial que resultó de la unión de americanos y europeos, es decir, guaraníes y españoles. Entre las leyendas más conocidas están: la leyenda de la Yerba Mate, la leyenda del Karau, el Ñandutí, Tupí y Guaraní, Tupá ha Añá (Dios y el diablo), Ka'a, Urutaú, la leyenda de la Virgen de Caacupé y otras más.

### Poesía y Payada
La payada, que es el arte de improvisar versos típico de los espectáculos gauchescos, fueron declaradas Patrimonio Cultural del Mercosur en una ceremonia en Asunción. Esta práctica es común en países como Argentina, Uruguay, Paraguay y el sur de Brasil, países donde los jesuitas construyeron las misiones guaraníes.
La payada es una interpretación a guitarra, se trata de un tipo de improvisación musical en verso, generalmente acompañado por la música de una guitarra, que está muy arraigado en el folclore del Cono Sur. Es un canto que se popularizó en la cultura de los gauchos como forma de presentación de los competidores en exhibiciones de doma de potros u otro tipo de concursos. Paraguay rescata la tradición de la payada cada año en los festejos de la ciudad sureña de Santiago de Misiones, donde mayormente revive su identidad gaucha.
La payada, las misiones jesuíticas, los templos y poblaciones que los religiosos de esta orden fundaron en los siglos XVI y XVII para evangelizar a los indígenas en zonas de Argentina, Bolivia, Brasil, Uruguay y Paraguay también pasaron a formar parte del Patrimonio Cultural del Mercosur. Esto se debe a que el sistema de las Misiones Jesuíticas forma parte de una herencia entre los cinco países componentes del Mercosur, pues tienen en común los valores etnográficos, históricos, paisajísticos, urbanísticos, arquitectónicos, artísticos y arqueológicos.

### Mitos
De la leyenda de Taú y Keraná nacieron los 7 mitos guaraníes: Teju jagua, Jasy Jateré, Moñái, Mbói Tu'i, Kurupí, Ao ao, Luisón. Otros mitos famosos son Jaguareté Avá (El indio tigre) o “tigre-capiango”, Póra (fantasma), Ka'aguy póra (fantasma del bosque), Mbói Tata (serpiente de fuego), Pirañú (pez del campo), Kuarahy Ra’y (Hijo del Sol), Pombero, Yaguarú y Mala visión.
Keraná, que significa dormilona, era una bella mujer que se pasaba el día durmiendo, vivía en una tribu y era la hija de Marangatú. Taú, era un espíritu malo que se enamoró perdidamente de Keraná. Para poder estar junto a ella, se transformó en un joven e intentó raptarla. Angatupyry, el espíritu del bien creado por Tupã (Dios), se interpuso para defenderla. Taú y Angatupyry tuvieron una pelea que duró 7 días y 7 noches en la que finalmente venció Angatupyry. Taú fue exiliado por Pitayovái (dios del valor y de la guerra). En su desesperación, Taú raptó a Keraná y por esto Tupã lo maldice. Taú y Keraná tuvieron 7 hijos con apariencia de fenómenos: los 7 monstruos de la mitología guaraní.

### Leyendas

#### Yerba Mate
Ka'a vivía cerca de la selva misionera. Era bella y joven, y cuidaba con afecto a su viejo padre, un indio casi ciego que se había negado a seguir el curso de la tribu nómada a la que pertenecían. "Ya no tengo fuerzas para cambiar de morada explicó. Sólo les pido que se lleven a mi hija, cuya juventud merece la compañía de otros jóvenes y no esta soledad". Pero la joven afirmó: "Estaré donde tú estés; seré tu hija y tu hijo a la vez: aprenderé a cazar como hombre y a guisar como mujer". Y así fue. Solícita y cariñosa, pronto Ka'a aprendió a pescar, cazar y a recoger los frutos de la apretada selva donde habían quedado. Su padre, agradecido, rogaba a Tupã que recompensara a la joven por tantos desvelos.
Cierto día, en la casa, apareció un hombre con hábito de peregrino, que no era otro que el mismo Tupã. Ka'a lo recibió generosamente, cazó y cocinó para él un exquisito acutí y le preparó una confortable cama. Al día siguiente, el peregrino se preparó para partir: "No me iré sin recompensarte, dijo. Haré brotar una nueva planta que llevará tu nombre, y tú serás, desde ahora, la inmortal Ka'a Jarýi (hada de los bosques)". Diciendo así, Dios hizo nacer la yerba mate, cuyas virtudes refrescantes y terapéuticas son conocidas por todos los que la consumen.

#### Karãu
Según la leyenda, Karãu fue un joven que, en una noche en que su madre estaba muy enferma, este salió a buscar remedios para ella. Pero en el camino encontró una fiesta y allí se quedó a bailar con la señorita más linda de la noche, prometiéndose que solo se quedaría un momento. A la medianoche, cuando la diversión empezaba a aumentar, se le acercó un amigo que muy serio le empezó a hablar. Le dijo que deje de bailar, que traía la noticia de que su madre había muerto. El joven, como si no le importara lo que había escuchado, pidió que siguiera sonando la música, pues seguiría bailando, y dijo a su amigo que el que murió ya murió y el que está vivo sigue vivo, y que habría tiempo para llorar.
Ya por la madrugada, el joven preguntó a su dama dónde quedaba su casa, a lo que la mujer le respondió que su casa quedaba lejos, pero que podría ir a visitarla los días en que extrañe a su madre. Luego de escuchar estas palabras, el joven se dio cuenta de lo que había hecho y se arrepintió. Salió del lugar llorando amargada mente, repitiendo que su madre ya se murió. Dijo que desde ahora vagaría sin rumbo por los esteros y en esos lugares se vestiría por siempre de luto. Por haber sido un mal hijo, Tupã (Dios) lo castigó y lo convirtió en un pájaro negro y estaría condenado a llorar en los bordes de los arroyos.

#### Ñandutí
Cuenta la leyenda sobre una dama muy bella y amable llamada Samimbí. Dos hombres, bravos guerreros guaraníes, luchaban por su amor. Uno de los jóvenes se llamaba Yasyñemoñare (hijo de la luna) y el otro Ñanduguazú (ñandú). Una noche en que Yasyñemoñare suplicaba a Tupã (Dios) que lo ayude a conquistar el amor de Samimbí, vio en lo alto de un enorme árbol una especie de encaje de color plateado, era perfecto y la luz de la luna lo hacía aún más bello. Esto deslumbró a Yasyñemoñare y entonces trepó al árbol para bajarlo y regalárselo a su amada.
En ese momento también pasó por allí Ñanduguazú, que al ver aquel tejido tan hermoso, se puso furioso por los celos al saber que su enemigo lo conseguiría antes que él. Sin pensarlo dos veces, le disparó una flecha. Yasyñemoñare cayó muriendo en el acto. Entonces, rápidamente Ñanduguazú trepó al árbol, pero cuando quiso tomarlo, solo quedó en sus dedos el tejido que se rompió al instante, comprobando que se trataba de una tela de araña.
El remordimiento persiguió a Ñanduguazú por varios meses, hasta que un día su madre logró sacarle el terrible secreto. La mujer pidió entonces a su hijo que la llevase hasta aquel árbol. Así lo hizo Ñanduguazú, y cuando ambos llegaron hasta el lugar, vieron con sorpresa que en ese mismo sitio se encontraba un tejido idéntico al anterior.
La mujer, queriendo consolar a su hijo, que desde la muerte de Yasyñemoñare vagaba sin rumbo por la selva, decidió regalarle un tejido igual al de aquel árbol. Para esto, la anciana se puso a estudiar con mucha atención la ida y venida de las arañas mientras hilaban con tal perfección hasta lograr aquel encaje. Entonces tomó sus agujas de tejer y empezó a copiar los círculos y rectas que las arañas dibujaban, y utilizando como hilo las hebras blancas de sus cabellos, logró reproducir aquel delicado y singular tejido.

#### Limpia Concepción
Se asocia a los lugareños de la ciudad de Areguá. La leyenda habla de la misteriosa aparición del fantasma de Limpia Concepción, una chiperita luqueña que vendía sus productos en las estaciones ferroviarias de Luque y Areguá. Para trajinar debía usar el mismo tren de la estación. El relato le atribuye una belleza fuera de lo común, realzada incluso más por su sencillez e inocencia. Pero la tragedia la eligió justamente a ella y un día, supuestamente unos guardas del tren o escoltas de López, asegurándola que comprarían todas sus chipas, la llevaron hasta la orilla del lago para engañarla y violentarla sexualmente. El crimen terminó con la joven ahorcada con su propia cabellera. Tras esto, muchas historias y cuentos de apariciones de su alma en pena recorrieron entre los habitantes centralinos, quienes sostienen la decisión acérrima de Limpia en tomar alguna venganza. Se presume que esta alma descansaría solo después de matar a siete hombres. El relato popular asegura la aparición de Limpia Concepción ante los hombres que merodeaban por el Lago Ypacaraí, quienes morirían de manera inexplicable dos semanas después, tras haber sufrido mucho.

#### Urutaú
La leyenda del lamento del Urutaú se basa en una bella india a quien el egoísmo paterno le impidió realizar su sueño de amor. Este impedimento se debió a que el hombre a quien ella amaba era un prisionero de guerra, un prisionero caído en manos de un cacique guaraní, quien era padre de la joven. Ni lágrimas ni ruegos ni amenazas habían servido para torcer la voluntad definida y definitiva del cacique. Dentro de la jerga popular paraguaya, el prisionero era un hombre de valor probado, era todo un cuimbaé (muchachón), ensimismado y distinguido de entre muchos varones de la tribu. Ante la obstinación del padre, presa de desesperación la india se lanza en una noche a la selva. El padre consulta con el Payé de la tribu, quien con la clarividencia que otorga el brebaje de la yerba mate, informa al cacique apenado acerca del lugar donde se encontraba la hija.
Varios emisarios fueron en la búsqueda de la joven india. Insensible y muda, la india apareció ante los emisarios de forma extasiada en la contemplación de una visión lejana. Como única respuesta a los ruegos de quienes venían a buscarla, la bella india les volvió la espalda y volvió a internarse en la selva. Para obtener la explicación y la receta sobre semejante actitud, se requirió nuevamente la intervención del Payé, quien descubrió que el dolor de amor había insensibilizado y enmudecido a la doncella. El Payé aseguró que sólo otro gran dolor sería capaz de reavivar sus adormecidos sentimientos, y así, los emisarios partieron nuevamente en su búsqueda pero esta vez acompañados por el mismo adivino de la tribu.
El relato de ninguna imaginada tragedia familiar sirvió para despertar a la bella india aletargada. No la conmovió la noticia que le dieron de la supuesta muerte del padre y de la madre. Ante la desesperación de sus requeridores, continuaba ella muda y con sus ojos abiertos y fijos en la lejanía. Se vieron alternativas, y era imposible demostrar la impotencia o la falsedad del mismo Payé, por lo que cuando ya todos eran presos de la desesperanza, el adivino se acercó a la india para decirle, al oído, el mensaje que operaría el milagro: ¡Cuimbaé ha muerto!... Y entonces, aquel ser insensible y mudo vibró en un paroxismo desesperante. Y ante el espanto mítico de los emisarios, su cuerpo tembloroso y dolorido se transformó de pronto en un ave que, lanzando un gemido, se alzó en vuelo y se perdió en la selva.

#### Pájaro Chogüí
El pájaro choguy es una leyenda popular que se sintetiza en una famosa polka paraguaya del porteño Guillermo Breer, compuesto en 1945. Letra:
Cuenta la leyenda que en un árbol
se encontraba encaramado un indiecito guaraní
que sobresaltado por un grito de su madre
perdió apoyo, y cayendo se murió.
Y que entre los brazos maternales
por extraño sortilegio en chogüí se convirtió.
Chogüí, chogüí, chogüí, chogüí
cantando está, mirando allá
llorando y volando se alejó.
Chogüí, chogüí, chogüí, chogüí
que lindo va, que lindo es
perdiéndose en el cielo azul turquí.
Y desde aquel día se recuerda al indiecito
cuando se oye como un eco a lo chogüí.
Es el canto alegre y bullanguero
del gracioso naranjero que repica en su cantar.
Salta y picotea las naranjas
que es su fruta preferida, repitiendo sin cesar.